# Antonio Vallespinosa
Antoni Vallespinosa Català (Valls, 7 de octubre de 1833-Londres, 13 de septiembre de 1887) fue un exsubdiácono católico convertido al protestantismo, pionero del protestantismo en Cataluña y fundador de la comunidad que daría lugar a la Iglesia Protestante de Sant Pau de Barcelona, considerada la más antigua de la ciudad. Tuvo un papel destacado en el establecimiento del culto público protestante en Cataluña durante el siglo XIX.

## Biografía
Nació en Valls (Tarragona) en 1833. Desde pequeño mostró interés por el estudio y fue acogido por los frailes capuchinos de la ciudad, con quienes aprendió música y latín. Posteriormente ingresó en el seminario de Tarragona, y continuó su formación en Barcelona, Vic y Tortosa. En 1861 fue ordenado subdiácono por el arzobispo Josep Domènec Costa i Borràs. Sin embargo, Vallespinosa comenzó a tener dudas sobre diversos dogmas del catolicismo, como la infalibilidad papal y el culto a las imágenes.
En 1862 ingresó en el colegio anglicano de Saint Aidan’s en Birkenhead (Inglaterra), donde aprendió inglés y se preparó para el ministerio. Fue ordenado diácono en Frant, cerca de Royal Tunbridge Wells, el 28 de octubre de 1865 por el obispo anglicano de Gibraltar. Al año siguiente regresó a Gibraltar, donde sustituyó a Ruet al frente de la congregación mientras este se encontraba en misión en Argelia.
Gracias a un amigo tuvo acceso a opúsculos de literatura protestante que llegaban al puerto de Barcelona a través de marineros ingleses. Impresionado por su contenido, viajó a Gibraltar para profundizar en el conocimiento del protestantismo y asistió a los cultos de Francisco de Paula Ruet, Pablo Sánchez y otros líderes evangélicos.

### Fundación de la comunidad protestante en Barcelona
El 14 de noviembre de 1868, Vallespinosa llegó a Barcelona y comenzó su actividad evangelizadora. Las primeras reuniones se celebraban en el taller del broncista Joan Briansó en la calle de la Guardia, 9. Las conferencias públicas y el reparto de literatura protestante atrajeron a cientos de personas, principalmente obreros. En pocos días se fundó una Asociación Protestante con más de 700 miembros. El primer culto público protestante se celebró el Domingo de Ramos de 1869 en la calle de la Riereta, 8.
Posteriormente, la comunidad se trasladó a la calle Amàlia, a la calle de Sant Domènec del Call y, más adelante, a la calle Nou de la Rambla.

### Conflicto con la Iglesia Anglicana y retirada
En 1869, el obispo de Gibraltar visitó Barcelona y constató que Vallespinosa no seguía estrictamente la línea anglicana. Ante la retirada de apoyo por parte de la Iglesia de Inglaterra, continuó su labor gracias al respaldo del pastor Dallas. Estableció puntos de depósito de libros evangélicos por toda Cataluña.
Ante las dificultades económicas, de salud y el acoso, decidió regresar a Londres en 1871, dejando la comunidad a cargo del misionero suizo Alexander Louis Empaytaz. En Londres, Vallespinosa escribió sus memorias, tituladas Memorias de un protestante español, publicadas póstumamente entre 1930 y 1932 en la revista España Evangélica. También fundó el periódico El Eco Protestante (1869), considerado el primer medio protestante publicado en España. Murió en Londres el 13 de septiembre de 1887. Es recordado como el primer pastor protestante catalán activo en Barcelona y una figura clave en el arraigo del evangelio en Cataluña.